# Ауй
Ауй (баш. Ауй) — река в России, протекает по Гафурийскому району Башкортостана. Правый приток Зилима.
Длина реки 13 км. Протекает в горных лесах Южного Урала. Исток на западных склонах хребта Авдырдак. Течёт на юг между хребтом и горами Ауй. В самом нижнем течении в долине Зилима поворачивает на запад и впадает в него несколькими рукавами чуть ниже деревни Зириклы. Высота устья — 171 м над уровнем моря.
Бассейн реки полностью находится в границах Толпаровского сельсовета на северо-востоке района.

## Данные водного реестра
По данным государственного водного реестра России относится к Камскому бассейновому округу, водохозяйственный участок реки — Белая от города Стерлитамак до водомерного поста у села Охлебинино, без реки Сим, речной подбассейн реки — Белая. Речной бассейн реки — Кама.
Код водного объекта в государственном водном реестре — 10010200712111100018883.